# Bryomyia cambrica
Bryomyia cambrica är en tvåvingeart som beskrevs av Edwards 1938. Bryomyia cambrica ingår i släktet Bryomyia och familjen gallmyggor.
Artens utbredningsområde är Minnesota. Inga underarter finns listade i Catalogue of Life.